# Aedes interruptus
Aedes interruptus är en tvåvingeart som beskrevs av Bianca L. Reinert 1999. Aedes interruptus ingår i släktet Aedes och familjen stickmyggor.
Artens utbredningsområde är Madagaskar. Inga underarter finns listade i Catalogue of Life.